# ميلان-سان ريمو 1967
ميلان-سان ريمو 1967 هو سباق دراجات هوائية أقيم بتاريخ 18 مارس 1967، تكون السباق من مرحلة واحدة وامتدّ لمسافة 288 كم بسرعة 44.805 كم/س، استغرق السباق 6 ساعة 25 دقيقة 40 ثانية. فاز به البلجيكي إيدي ميركس وحلّ ثانيا الإيطالي جياني موتا بينما حصل على المركز الثالث الإيطالي فرانكو بيتسي.

## الترتيب
| م                     | الدرّاج       | البلد   | الزمن                    |
| --------------------- | ------------ | ------- | ------------------------ |
| الفائز بالترتيب العام | إيدي ميركس   | بلجيكا  | 6 ساعة 25 دقيقة 40 ثانية |
| الثاني                | جياني موتا   | إيطاليا |                          |
| الثالث                | فرانكو بيتسي | إيطاليا |                          |